# Río de aguas blancas

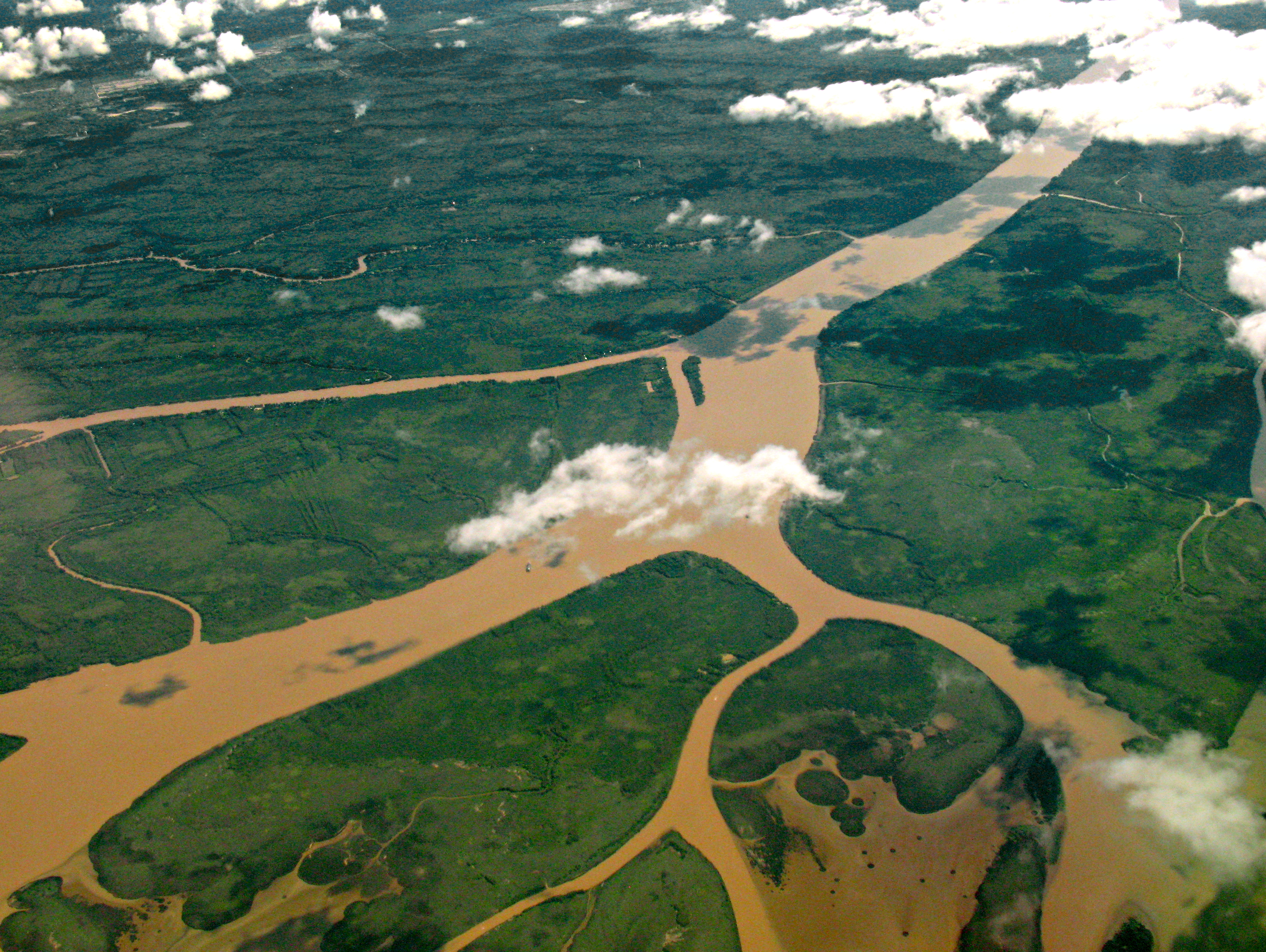
Vista aérea de la sección deltaica correspondiente al tramo final del río Paraná, un curso fluvial de aguas blancas.

Se conoce como río de aguas blancas a una categoría de uno de los ordenamientos con los que se clasifica a los ríos y sus aguas. Este carácter de curso fluvial representa uno de los tres tipos predominantes en los ríos de zonas tropicales y subtropicales, junto con el de aguas negras y el de aguas claras.

## Generalidades
En este tipo de río, el color de sus aguas no es realmente blanco, siendo en realidad en algún tono de gris, pardo o leonado, según las características distintivas de la mineralogía de los sedimentos que transporta y el porcentaje de cada uno de ellos respecto al total, así como la densidad de los mismos (el volumen de cada sólido contenido en un metro cúbico de agua). La denominación cromática “blanca” no es por el color que posee sino por oposición a las aguas negras. El lecho es rico en arcillas, arenas y limos, siendo generalmente escaso en grandes rocas. Las inundaciones en los ríos de aguas blancas son habituales, por lo que suelen presentar un valle de inundación que se cubre con los excesos de escorrentía excepcionales cada cierta cantidad de años o, en algunas regiones, incluso durante cada temporada de lluvias.

## Características físico-químicas

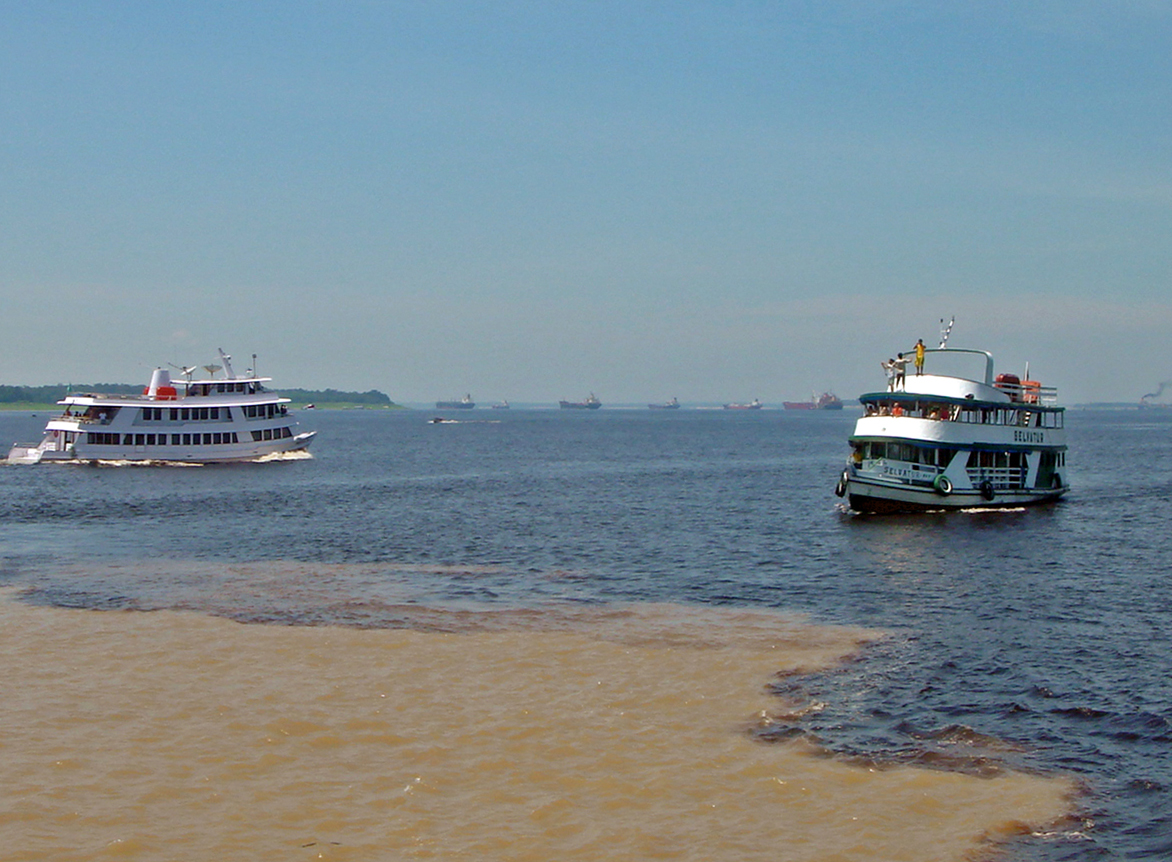
El «encuentro de las Aguas», la desembocadura del río Negro (un curso de aguas negras) en el tramo Solimões del río Amazonas (un típico sistema de aguas blancas), cerca de la ciudad brasileña de Manaos.

Las aguas blancas difieren mucho en su composición respecto a las negras y a las claras. Suelen ser altos los niveles de turbiedad por sedimentos en suspensión (en especial metales alcalinos y carbonatos) y los de riqueza de nutrientes (como el nitrógeno y el fósforo). El pH tiende a ser neutro o algo alcalino, tienen concentraciones de aluminio menores, siendo mayores en sodio, magnesio, calcio y potasio. Las concentraciones iónicas son más altas, al igual que la conductividad específica.
Según sus rasgos físico-químicos, los ríos de aguas blancas se clasifican en distintos tipos. Un ejemplo de río de aguas blancas del tipo I es el Amazonas, con pH 7.6, alta conductividad (135-220 μS/cm -1) y baja transparencia (17 cm). En cambio, el río Putumayo, que tiene su origen en los Andes colombianos, es clasificado como un sistema de aguas blancas del tipo II, con valores de conductividad de 12–15 μS/cm y pH de 6 a 6,6.
En las cuencas mayores y ríos de grandes longitudes, las características que lo definen como de aguas blancas varían a lo largo de su curso (e incluso en distintas épocas del año o distintas circunstancias). Pueden comenzar en las montañas con niveles de conductividad eléctrica de 120–200 μS/cm y pH por encima de 8, pero con el discurrir de su recorrido estos rasgos se diluyen debido al aporte hídrico morigerador de afluentes con aguas negras y/o claras.

## Características bióticas
Los sistemas con aguas blancas, o con fuerte influencia de las mismas, presentan características bióticas propias, que los diferencian de cuerpos acuáticos con otros tipos de aguas. Generalmente poseen pesquerías de alta productividad, así como una más elevada riqueza íctica. Tienen una casi ausencia de rotíferos, una diversidad baja en crustáceos ostrácodos pero alta en cladoceros, ciclopoides y copépodos calanoides, alimentos importantes para los peces adultos y sus estadios larvario y juvenil. Los moluscos también abundan, ya que en ellas encuentran todo el calcio que precisan para construir sus conchas.
Para las biocenosis desarrolladas en aguas blancas, las características de las aguas negras y las aguas claras constituyen drásticas barreras que les impiden expandirse en ellas y conquistar sus biotopos o migrar a través de ellas hacia otras aguas blancas, siendo notables ejemplos de separación biológica en ambientes que físicamente aparentan ser continuos, los que favorecen la especiación.

## La potabilización de las aguas blancas
Las ciudades próximas o lindantes a un río de aguas blancas pueden cubrir sus requerimientos de agua potable desde dicho cuerpo hídrico, pero previamente les es preciso modificar sus características hídricas por intermedio de un complejo proceso de potabilización. Los valores de sedimentos suspendidos (medidos en unidades nefelométricas de turbidez (NTU) deben ser disminuidos, química y mecánicamente, desde, en ocasiones, los 300 NTU (agua muy turbia) hasta la límpida, cercana a 0. Durante el proceso, que insume un tiempo estimado de unas 7 horas, el agua atraviesa las etapas de coagulación, decantación y filtración. Finalmente se le agrega cloro y, de ser necesario, cal (esta permite elevar el pH hasta niveles que evitan que se corroan las cañerías). Recién ahí el producto se encuentra en condiciones óptimas de potabilidad para ser distribuido, mediante cañerías subterráneas, primero a las estaciones elevadoras y desde las mismas pasar luego a la red para abastecer a la población.